# Benthenchelys
Benthenchelys es un género de peces anguiliformes de la familia Ophichthidae.

## Especies
Se reconocen las siguientes especies:
- Benthenchelys cartieri
- Benthenchelys indicus
- Benthenchelys pacificus